# Pandanus flagellibracteatus
Pandanus flagellibracteatus là một loài thực vật có hoa trong họ Dứa dại. Loài này được Huynh miêu tả khoa học đầu tiên năm 1999.